# Cidaris blakei
Cidaris blakei is een zee-egel uit de familie Cidaridae.
De wetenschappelijke naam van de soort werd in 1878 gepubliceerd door Alexander Agassiz.